# José Bullejos
José Bullejos Sánchez (Romilla, Granada, 7 de diciembre de 1899 - Ciudad de México, 25 de marzo de 1974) fue un dirigente comunista español.
Desde muy joven formó parte de movimientos sindicalistas. De profesión cartero, en 1919 fundó la Junta de Defensa de Telégrafos. Poco después ingresó en el Partido Comunista de España y fue elegido presidente del Sindicato Minero de Vizcaya. En plena dictadura de Primo de Rivera, en 1925 fue elegido secretario general del PCE en sustitución de César Rodríguez González, que se hallaba encarcelado. Fue fundador también del histórico periódico del PCE, el Mundo Obrero, y de la revista Bolchevismo.
Fue el primer dirigente comunista español que pudo dirigir el partido durante un lapso prolongado de tiempo, al lograr evitar las continuas redadas policiales al partido y saber organizar una estructura clandestina que perduró durante toda la dictadura de Primo de Rivera. Bullejos sería reelegido máximo dirigente del PCE en el III y en el IV Congreso del partido, celebrado este último en Sevilla a mediados de marzo de 1932. 
Tras el golpe de Estado del general José Sanjurjo, el 10 de agosto de 1932, Bullejos apoyó decididamente la legalidad republicana y las diferencias, ya perceptibles con la entonces estrategia ultraizquierdista de la Internacional Comunista se profundizaron, lo que le llevó a ser llamado a Moscú en septiembre de 1932 y destituido junto a sus compañeros del Comité Central: Etelvino Vega, Gabriel León Trilla y Manuel Adame.
Bullejos fue sustituido en la secretaría general por José Díaz Ramos, un antiguo panadero sevillano que había iniciado su actividad política en la anarquista CNT.
Tras su expulsión, ingresó en las Juventudes Socialistas de España, el PSOE y la UGT. Durante la República escribió en Leviatán. En abril de 1936, al poco de la creación de las Juventudes Socialistas Unificadas (JSU), el PCE logró que fuese expulsado de ellas, aunque mantuvo su militancia en el PSOE y la UGT. 
Durante la Guerra Civil no desempeñó funciones de especial relevancia, a diferencia de Vega,Trilla que volvería a ser admitido en el PCE. Bullejos acabó exiliándose en México, al final de la guerra, donde pasó el resto de su vida. 
En México obtuvo un doctorado en Derecho y Ciencias Sociales. Dirigió también la Biblioteca de Estudios Económicos del Banco de México.

## Obras
- Europa entre dos guerras (1945)
- Movimientos y doctrinas sociales (1958)
- Problemas fundamentales de España (1966)
- España en la Segunda República (1967)
- La Komintern en España. Recuerdos de mi vida (1972)

| Predecesor: César Rodríguez González | Secretario general del PCE agosto de 1925-17 de marzo de 1932 | Sucesor: José Díaz Ramos |

- Datos: Q3108386